# Pessegueiro do Vouga
Pessegueiro do Vouga is een plaats (freguesia) in de Portugese gemeente Sever do Vouga en telt 1906 inwoners (2001).